# Municipio de Noble (condado de Wabash)
El municipio de Noble (en inglés: Noble Township) es un municipio ubicado en el condado de Wabash en el estado estadounidense de Indiana. En el año 2010 tenía una población de 14230 habitantes y una densidad poblacional de 66,69 personas por km².

## Geografía
El municipio de Noble se encuentra ubicado en las coordenadas 40°47′0″N 85°51′9″O / 40.78333, -85.85250. Según la Oficina del Censo de los Estados Unidos, el municipio tiene una superficie total de 213.38 km², de la cual 212.11 km² corresponden a tierra firme y (0.59%) 1.27 km² es agua.

## Demografía
Según el censo de 2010, había 14230 personas residiendo en el municipio de Noble. La densidad de población era de 66,69 hab./km². De los 14230 habitantes, el municipio de Noble estaba compuesto por el 96.33% blancos, el 0.46% eran afroamericanos, el 0.86% eran amerindios, el 0.47% eran asiáticos, el 0.01% eran isleños del Pacífico, el 0.65% eran de otras razas y el 1.22% pertenecían a dos o más razas. Del total de la población el 1.92% eran hispanos o latinos de cualquier raza.